# Xã Armada, Michigan
Xã Armada (tiếng Anh: Armada Township) là một xã thuộc quận Macomb, tiểu bang Michigan, Hoa Kỳ. Năm 2010, dân số của xã này là 5.379 người.